# ポンツァ島
ポンツァ島（ポンツァとう、isola di Ponza）は、ティレニア海に浮かぶイタリアの島で、ポンツィアーネ諸島の一つ。行政上はポンツァと言うコムーネ(ラツィオ州ラティーナ県)である。
アンツィオ、フォルミア、テッラチーナ、ナポリから出ているフェリーで行くことができる。

## 歴史
1552年、ポンツァ島の戦い (1552年)。